# Adam G. Sevani
Adam G. Sevani (Los Angeles, 29 de junho de 1992) é um ator e dançarino estadunidense, conhecido por interpretar Robert Alexander III ou "Moose" nos filmes Step Up 2: The Streets , Step Up 3D, Step Up Revolution e Step Up 5: All In
Sevani é de ascendência armênia e italiana. Seu irmão mais velho, V Sevani (aka Vahe Sevani), era um membro da NLT Boy Band. Sevani foi criado em Los Angeles, Califórnia. Começou a dançar desde cedo no Centro de Dança Síntese, o estúdio de dança fundada por seus pais. Adam Gary Sevani sempre foi o astro da dança e ganhou muita notoriedade na américa do norte, já no Brasil nem tanto assim, só para aqueles apaixonados por dança. Adam sempre arrumou um jeito de saber dançar e sempre soube sair na frente. Se quiser saber sobre este astro da dança pesquise por (Adam Sevani dancing). E não deixe de pesquisar (Biggest Online Dance Battle) no Youtube. Adam ganhou o título de adolescente mais rico, apesar de ser agora um adulto ele tem uma fortuna e ter investido nisso, continua investindo em roupa de marca e tênis original de dança, bonés originais de marcas boas como New Era e outras. Investiu também em carros como Lamborghini e Aston Martin, assim vive desfilando com eles em NY. Ele pegou a riqueza dele e também comprou casas e apartamentos de luxo e no ano de 2014 Adam também está no elenco de  Ela Dança Eu Danço 5 ainda interpretando novamente Robert Alexandre Ill ou "Moose".

## Filmografia
| 2002 | The Emperor's Club           | St.Benedict Student          |      |                                    |     |            |  |
| 2003 | Learn to Hip Hop: Volume 2   | Himself                      | 2008 | Loucos Pela Dança                  | Bob | Não Ativos |  |
| 2005 | FLY KIDZ                     | Joey/Adam                    |      |                                    |     |            |  |
| 2008 | Step Up 2: The Streets       | Robert "Moose" Alexander III |      | Ela Dança, EU Danço 2: The Streets |     |            |  |
| 2008 | Rob Dyrdek's Fantasy Factory | Bruno Gabriel                |      |                                    |     |            |  |
| 2008 | LOL                          | Wen                          |      |                                    |     |            |  |
| 2010 | Step Up 3D                   | Robert "Moose" Alexander III | 2011 | Ela Dança, Eu Danço 3D             |     |            |  |
| 2012 | Step Up Revolution           | Robert "Moose" Alexander III | 2012 | Ela Dança, Eu Danço 4              |     |            |  |
| 2012 | The First Time               | Guy drunk who offers a ride  |      |                                    |     |            |  |
| 2014 | Step Up All In               | Robert "Moose" Alexander III | 2014 | Ela Dança, Eu Danço 5              |     |            |  |